# Extraordinary (Clean Bandit)
Extraordinary è un singolo del gruppo musicale britannico Clean Bandit, pubblicato il 16 maggio 2014 come quinto estratto dal primo album in studio New Eyes.
Il singolo ha visto la collaborazione della cantante britannica Sharna Bass.

## Video musicale
Il videoclip, girato a Cuba, è stato pubblicato su YouTube il 2 aprile 2014.
Nel video compare il gruppo in vari ambienti naturali: un largo fiume che scorre lento, una strada di sera con dei fuochi al lato, Sharna Bass che canta sul letto asciutto di un torrente, un prato dove Jack Patterson suona un pianoforte che ha sopra un maialino, Grace Chatto al violoncello sul grosso ramo di un albero, un fiume in cui si perde un violino mentre il suo suonatore Neil Amin-Smith si tuffa nelle acque, una spiaggia caraibica, una cascata naturale sotto cui suona Luke Patterson; quadri che si intrecciano con altri spezzoni di strade cubane percorse da un'auto con la Chatto e la Bass.

## Classifiche
| Classifica (2014) | Posizione massima |
| ----------------- | ----------------- |
| Belgio (Fiandre)  | 4                 |
| Belgio (Vallonia) | 17                |
| Italia            | 17                |
| Paesi Bassi       | 66                |
| Polonia           | 39                |
| Regno Unito       | 5                 |